# 1940 en Finlande
Chronologie de la Finlande
- 1936
- 1937
- 1938
- 1939
- 1940
- 1941
- 1942
- 1943
- 1944

Cette page concerne les évènements survenus en 1940 en Finlande  :

## Évènement
- Guerre d'Hiver : l'Union soviétique envahit la Finlande le 30 novembre 1939.
  - Évacuation de la Carélie finlandaise
  - Guerre aérienne pendant la guerre d'Hiver
  - Soutien étranger à la Finlande durant la guerre d'Hiver
  - Transit de troupes allemandes au travers de la Finlande et de la Suède
  - Volontaires hongrois durant la guerre d'Hiver
  - 30 novembre 1939-28 février : Bataille de Salla
  - 30 novembre 1939-2 mars : Bataille de Petsamo
- décembre 1939-février : Bataille de Summa (en)
  - 7 décembre 1939-8 janvier: Bataille de Suomussalmi
  - 7 décembre 1939-13 mars : Bataille de Kollaa
  - janvier : Bataille de la route de Raate
- 28 janvier-13 mars : Bataille de Kuhmo (en)
  - février : Plans franco-britanniques pour une intervention dans la guerre d'Hiver
  - 24-26 février : Bataille de Honkaniemi
  - 2-13 mars : Bataille de la baie de Vyborg (en)
- 12 mars : 
  - Traité de Moscou
  - Grande Trêve
  - Territoires cédés par la Finlande à l'Union soviétique : Cession de la Carélie
  - Accident ferroviaire de Turenki (en)
- 14 juin : L'avion de transport de passagers Kaleva est abattu par deux bombardiers soviétiques (bilan : neuf morts).

## Sport
- Championnat de Finlande de football 1940
- Championnat de Finlande de hockey sur glace 1940-1941
- Les Jeux olympiques d'été, initialement prévus à Tokyo sont annulés. Ils sont alors réattribués à Helsinki, et reprogrammés du 20 juillet au 4 août. Le pays  y renonce cependant après avoir été attaqué par l'Union soviétique en novembre 1939, dans le cadre de la guerre d'Hiver.